# Creu de terme del Portal Reial
La Creu de terme del Portal Reial és creu de terme del municipi de Conesa (Conca de Barberà) inclosa en l'Inventari del Patrimoni Arquitectònic de Catalunya.

## Descripció
Creu situada a l'altra banda de la riera, orientada a la banda de muntanya del Portal Reial o de la Font, fora muralla, al mig de la bifurcació dels antics camins de Santa Coloma i Savallà del comtat. A la base té una graonada de dos graons amb la inscripció «SANTA MISSIÓ 1949»; damunt es troba el sòcol, de forma octogonal i suportant un fust d'una sola peça, de vuit metres i un diàmetre de cinquanta centímetres. El capitell està decorat amb grups escultòrics de figures humanes; al seu damunt es troba el pinacle i, a sobre, un altre petit capitell amb tres escuts: el de la confederació catalano-aragonesa, el dels Cervera i el de la dels Montpaó. Corona la construcció una creu reconstruïda, de dos plans amb motius de flors de lis estilitzats.